# The Pinnacle (lucha libre)
The Pinnacle, fue un stable heel de lucha libre profesional en All Elite Wrestling, está compuesto por MJF, Shawn Spears, Tully Blanchard y FTR (Cash Wheeler & Dax Harwood).

## Historia

### Formación (2020-2021)
A partir de fines de 2020, MJF buscaba unirse a The Inner Circle, otro stable en AEW dirigido por Chris Jericho. Jericho acordó permitir que MJF se uniera al stable si lo venceba en un combate en el Full Gear de ese año, transmitido el 7 de noviembre. MJF venció a Jericho y posteriormente fue incluido en The Inner Circle junto con su guardaespaldas, Wardlow. MJF compitió como miembro del establo durante los siguientes meses, tiempo durante el cual hubo sospechas de que estaba planeando algún tipo de toma de control del stable, reuniéndose en privado con los miembros del equipo Jake Hager, Santana & Ortiz. El 10 de febrero de 2021 en Dynamite, Sammy Guevara abandonó la facción luego de un enfrentamiento con MJF. En Revolution de ese año (transmitido el 7 de marzo), el equipo de MJF y Jericho no pudo vencer a The Young Bucks por el Campeonato Mundial en Parejas de AEW, después de lo cual, Jericho anunció un "War Council", donde los miembros del Inner Circle discutirían el futuro del stable. En el "War Council", Sammy Guevara regresó al grupo y se reveló que MJF había estado planeando un golpe. Sin embargo, después de que los otros miembros del grupo revelaran que todavía eran leales a Jericho, MJF anunció que en realidad estaba construyendo su propio establo. Después de esta revelación, las luces se apagaron en la arena, y cuando volvieron, Tully Blanchard, Dax Harwood, Shawn Spears, Wardlow y Cash Wheeler habían aparecido en el ring y posteriormente golpearon a los miembros de The Inner Circle.

### All Elite Wrestling (2021-presente)
El stable se presentó formalmente el 17 de marzo en el episodio de Dynamite, con MJF anunciando que el stable se conocería como The Pinnacle. El día anterior, AEW había solicitado la marca registrada del nombre del stable. Durante el anuncio, Blanchard relató cómo, durante su tiempo como parte del stable de The Four Horsemen, se sintió como si estuviera en "The Pinnacle " de la lucha libre, explicando que el nuevo stable estaba igualmente "en el pináculo de este deporte".
The Pinnacle está programado para su primer combate el 24 de marzo en Dynamite, con FTR y Shawn Spears compitiendo contra The Varsity Blonds y Dante Martin.

## Miembros

### Miembros anteriores
| Nombre       | Tiempo                         | Notas                                                        |
| ------------ | ------------------------------ | ------------------------------------------------------------ |
| MJF          | 10 de marzo de 2021 – presente | Líder del stable. Miembro fundador y primer líder del grupo. |
| Shawn Spears | 10 de marzo de 2021 – presente | Miembro fundador del grupo.                                  |

| Nombre  | Tiempo                                    | Notas                                                                      |
| ------- | ----------------------------------------- | -------------------------------------------------------------------------- |
| Wardlow | 10 de marzo de 2021 – 16 de marzo de 2022 | Miembro fundador del grupo. Fue expulsado de grupo MJF Traicionó a Wardlow |

## Subgrupos

### Subgrupos actuales
| Afiliado               | Miembros                     | Años          | Tipo   | Promoción(es) |
| ---------------------- | ---------------------------- | ------------- | ------ | ------------- |
| FTR                    | Cash Wheeler Dax Harwood     | 2021-presente | Equipo | AEW           |
| Shawn Spears & Wardlow | Shawn Spears Wardlow         | 2021-2022     | Equipo | AEW           |
| MJFTR                  | MJF Dax Harwood Cash Wheeler | 2021-presente | Trio   | AEW           |

## Campeonatos y logros
- All Elite Wrestling
  - Dynamite Diamond Ring (2021) – MJF

- Lucha Libre AAA Worldwide
  - Campeonato Mundial en Parejas de AAA (1 vez, actuales) – Wheeler & Harwood

- Ring of Honor
  - ROH World Tag Team Championship (1 vez, actuales)